# Nanozoanthus harenaceus
Nanozoanthus harenaceus Fujii & Reimer, 2013 è un esacorallo dell'ordine Zoantharia. È l'unica specie del genere Nanozoanthus e della famiglia Nanozoanthidae.

## Descrizione
Questa specie è una delle più piccole sinora descritte nell'ordine degli Zoantari.   I polipi, collegati fra di loro da stoloni, sono di forma grossolanamente cilindrica; hanno un diametro di 1,0-1,8 mm e sono alti sino a 4,5 mm; presentano incrostazioni di sabbia e altri detriti inorganici nello spessore dell'ectoderma e in misura minore nella mesoglea; il disco orale ha una colorazione che va dal bianco al bruno e ha un margine seghettato; i tentacoli sono translucidi.

## Biologia
Questa specie ospita nel suo endoderma zooxantelle endosimbionti del genere Symbiodinium.

## Distribuzione e habitat
La specie è stata sinora trovata solo in alcune località dell'isola di Okinawa (Giappone), a profondità comprese tra 9 e 27 m.
Le colonie vivono pressoché completamente sepolte nella sabbia che si raccoglie in conche che si formano sul substrato roccioso della barriera corallina, da cui protrudono solo il disco orale e i tentacoli.